# Nitrososphaeraceae
A Nitrososphaeraceae egy ammóniaoxidáló archaea család a Nitrososphaerales rendben.

## Fajok
Két faja van:
- Nitrososphaera viennensis
- Nitrososphaera gargensis